# Тунгуска (приток Большой Кайлы)
Тунгуска — река в Томской области России, левый приток Большой Кайлы. Устье реки находится в 1 км от устья по левому берегу Большой Кайлы, возле посёлка Первопашенск. Высота устья — 85 м. Протяжённость реки 30 км.

## Данные водного реестра
По данным государственного водного реестра России относится к Верхнеобскому бассейновому округу, водохозяйственный участок реки — Чулым от водомерного поста села Зырянское до устья, речной подбассейн реки — Чулым. Речной бассейн реки — (Верхняя) Обь до впадения Иртыша.
Код водного объекта — 13010400312115200021896.